# Pháo đài Kłodzko

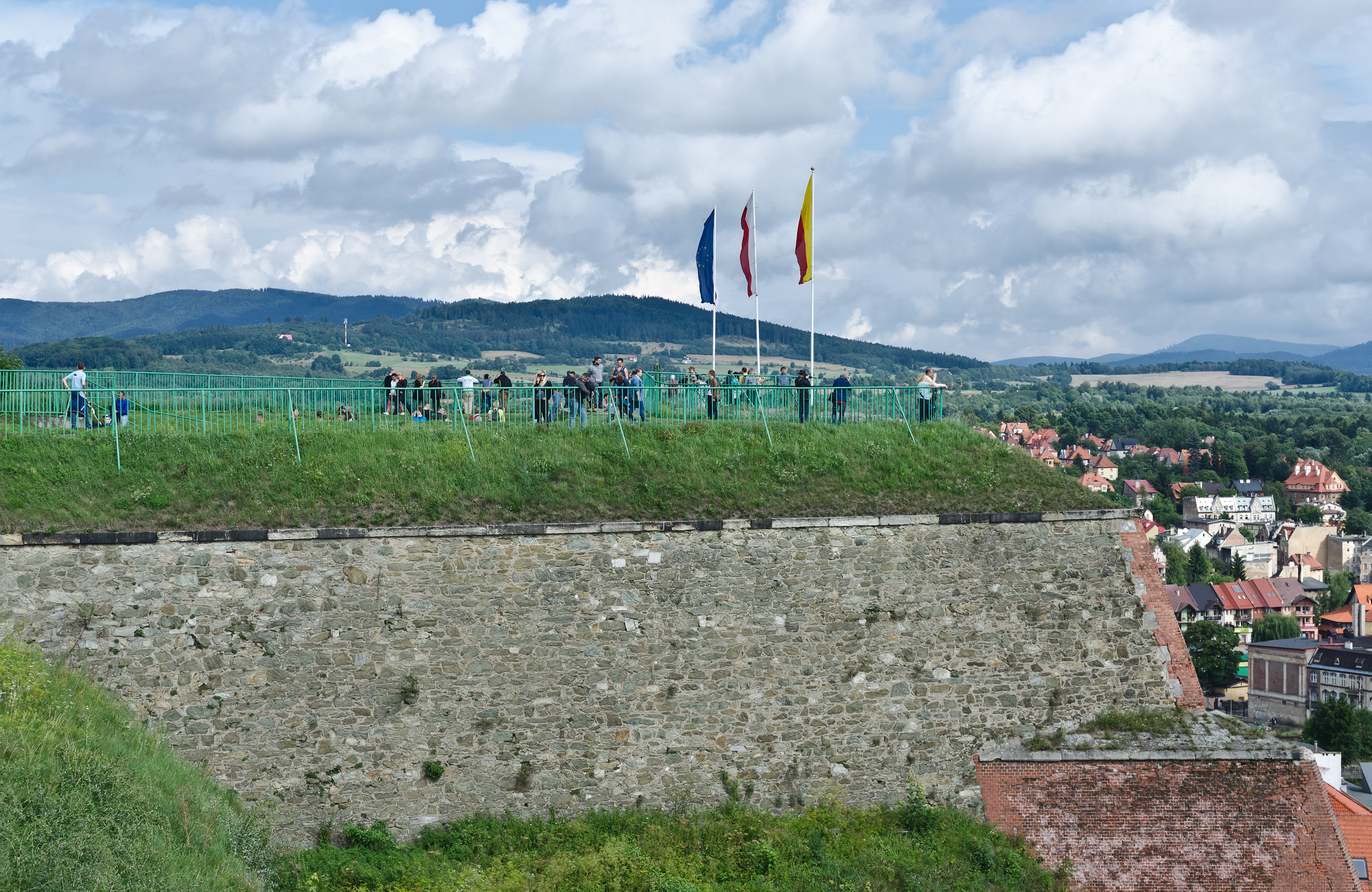
Pháo đài Kłodzko

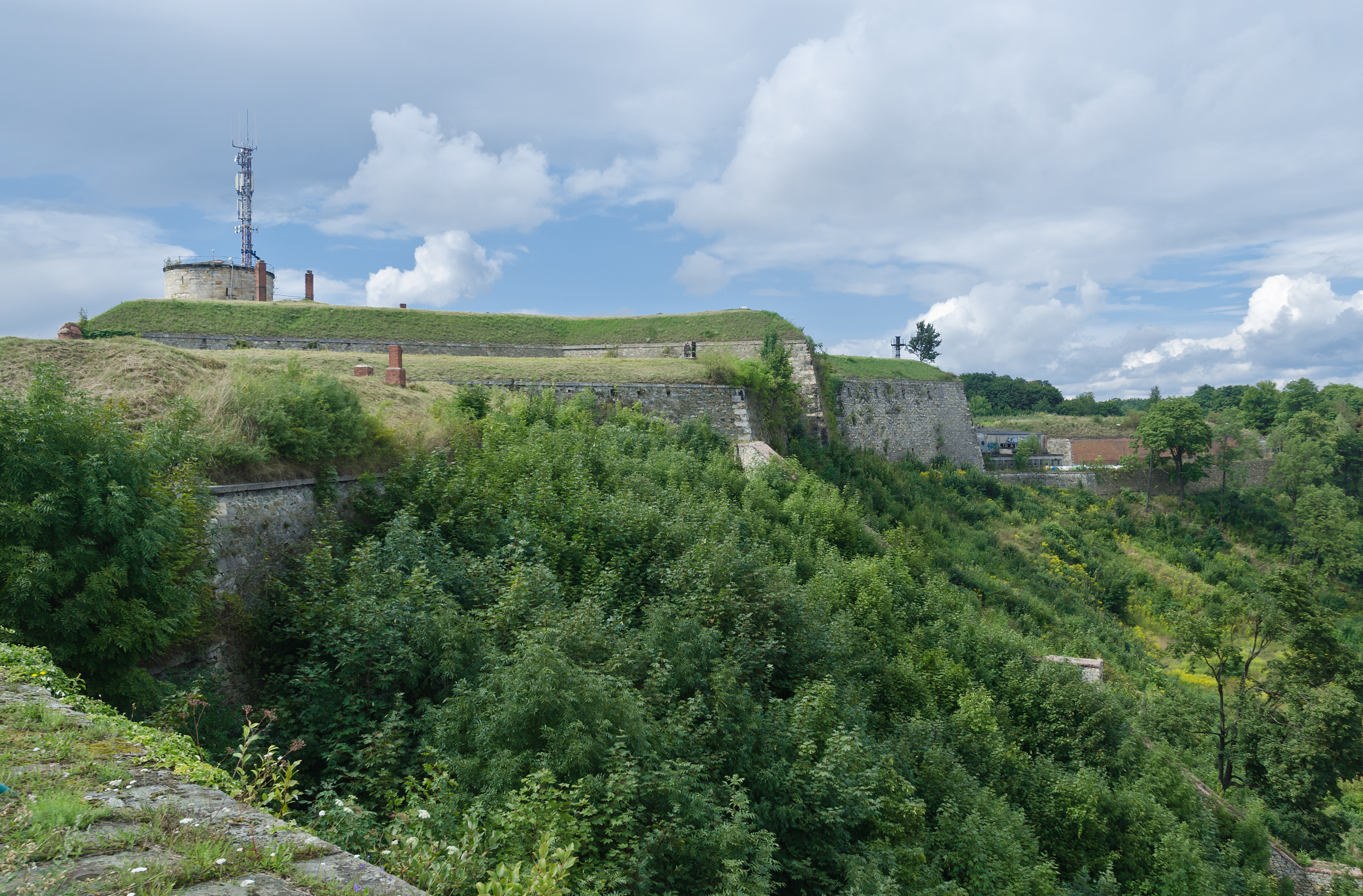
Các thành lũy

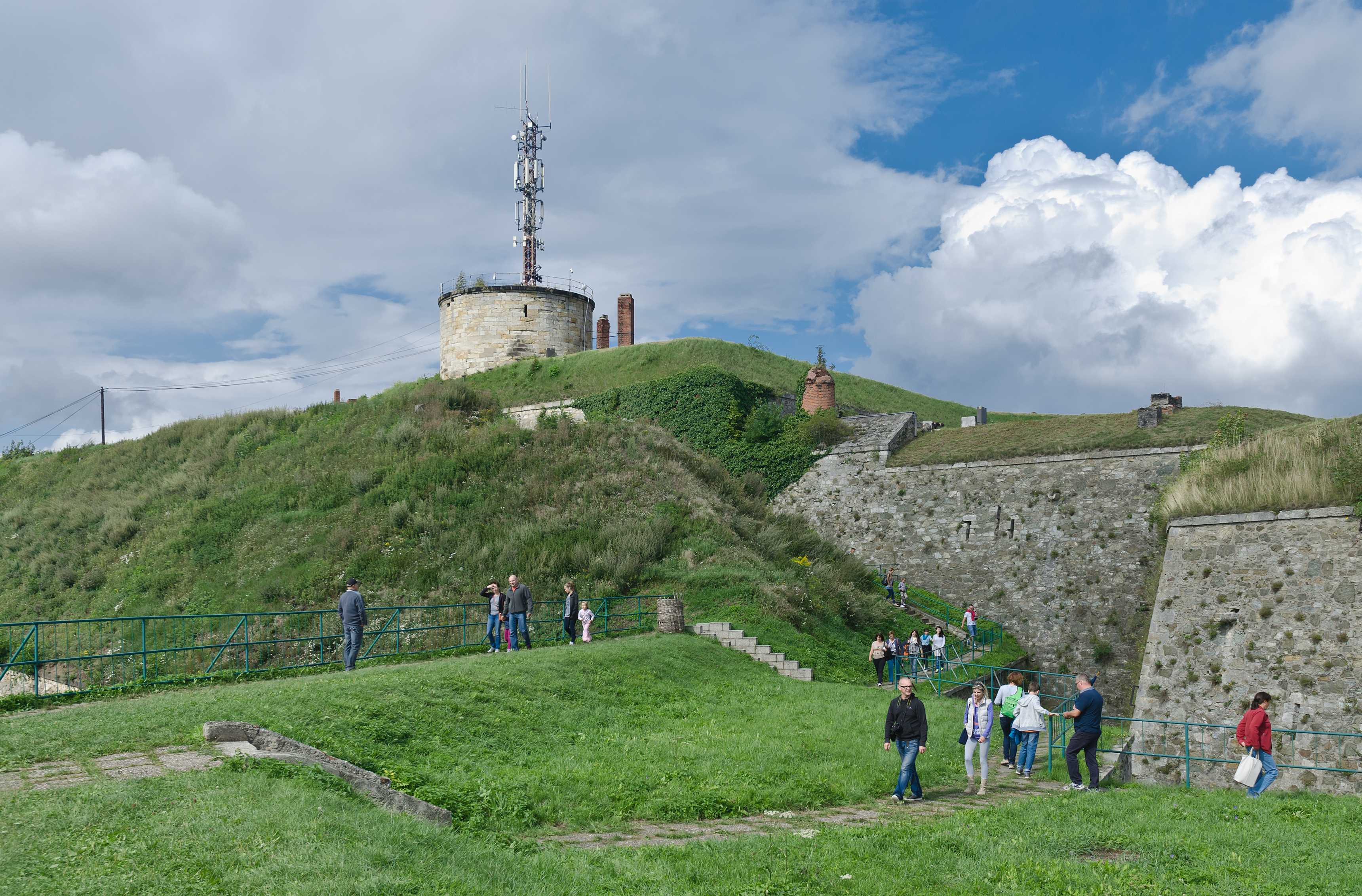
Tháp trong pháo đài

Pháo đài Kłodzko (tiếng Ba Lan: Twierdza Kłodzko, tiếng Đức: Festung Glatz) là một tổ hợp pháo đài độc đáo của Lower Silesian Voivodeship ở phía tây nam Ba Lan. Pháo đài từng là một trong những thành trì lớn nhất ở Phổ Silesia, tuy nhiên, trong toàn bộ Đế quốc Đức, nó được coi là một tiểu thành. Giờ đây, cùng với một mạng lưới đường hầm rộng lớn, đây là một trong những điểm thu hút du lịch lớn nhất của thị trấn Kłodzko, với mê cung dưới lòng đất và một kho chứa các vật thể khác nhau, từ xe cứu hỏa cũ đến đồ thủy tinh địa phương.

## Lịch sử
Một thành trì trên Đồi Lâu đài của Kłodzko đã được đề cập lần đầu tiên trong Biên niên sử Bohemians, được viết bởi Kosmas của Prague. Rất có thể, đó là một khu phức hợp gồm các tòa nhà bằng gỗ, được bảo vệ bằng một cái hàng rào. Bản thân Kłodzko nằm dọc theo tuyến đường chiến lược giữa Wrocław và Prague, và vai trò của nó như một điểm giao dịch quan trọng kể từ đầu thời Trung cổ. Năm 1114, thành trì đã bị quân đội Séc chiếm giữ và phá hủy dưới thời hoàng tử Soběslav, người đồng thời tái chiếm toàn bộ khu vực.

## Hiện tại
Năm 1945, pháo đài cùng với thành phố trở thành một phần của Ba Lan. Pháo đài Kłodzko trông giống như cách đây 200 năm với rất ít thay đổi và đây là một trong những điểm thu hút khách du lịch chính của thành phố. Giữa tháng Năm và tháng Mười, nó mở cửa từ 9:00 đến 19:00 và vào mùa đông, nó mở cửa từ 9:00 đến 16:00.    Từ đỉnh của nó, có thể nhìn xuống Thung lũng Kłodzko. Du khách có thể đến thăm các hầm, với một mê cung các hành lang ngầm, được khai quật vào thế kỷ 19 bởi các tù nhân chiến tranh.
Khu tổ hợp của thành trì có diện tích 17 ha. Các bức tường thấp hơn của nó dày 11 mét, và các bức tường phía trên là khoảng 4 mét. Theo một số nguồn tin, đây là pháo đài lớn nhất và được bảo tồn tốt nhất của loại hình này ở Ba Lan.